# فرد لينكولن
فرد لينكولن (بالإنجليزية: Fred Lincoln)‏ هو لاعب كرة قاعدة أمريكي، ولد في 5 فبراير 1878 في نورويتش في الولايات المتحدة، وتوفي في 14 يناير 1940 في هارتفورد في الولايات المتحدة.